# PM md. 96
PM Md. 1996 je rumunjski automat u službi rumunjske žandarmerije (rum. Jandarmeria Română). Puni naziv automata je Pistolul-mitralieră Model 1996 a poznat je i pod nazivom RATMIL.
Oružje koristi streljivo kalibra 9mm Luger, ima sklopivi kundak te je u službi od 1996. do danas. Koristi okvir kapaciteta 30 metaka a težina praznog automata iznosi 2,7 kg, odnosno 3,1 kg s punim okvirom.

## Korisnik
- Rumunjska: policijska žandarmerija (rum. Jandarmeria Română).

## Vanjske poveznice
- Službena web stranica proizvođača  Arhivirana inačica izvorne stranice od 11. rujna 2008. (Wayback Machine)